# Объединённая Черногория
«Объединённая Черногория» (серб. Уједињена Црна Гора, черног. Ujedinjena Crna Gora) — консервативная политическая партия в Черногории. Основателем и фактическим лидером партии является Горан Данилович, бывший министр внутренних дел Черногории.

## История
«Объединённая Черногория» была основана в сентябре 2017 года, когда консервативная фракция Демократического альянса (ДЕМОС) во главе с вице-президентом партии Гораном Даниловичем отделилась и сформировала новую политическую партию из-за разногласий с лидером ДЕМОС Миодрагом Лекичем.
1 мая 2019 года «Объединённая Черногория» решила подписать соглашение с Социалистической народной партией (СНПЧ), Рабочей партией (РПЧ) и независимой парламентской группой о создании нового общего политического альянса под названием «На благо всех» (серб. Да свако има) .
В итоге альянс распался перед парламентскими выборами в августе 2020 года. В июле 2020 года «Объединённая Черногория» совместно с Рабочей партией и независимой парламентской группой, состоящей из бывших членов партий СНПЧ и ДЕМОС, договорилась о создании нового культурно-консервативного политического альянса под названием «Народное движение» (НД), использующего более значительный культурный и социально-консервативный дискурс, поддерживающего протесты духовенства в Черногории в 2019—2020 годах и права Сербской православной церкви в Черногории, продолжая свою деятельность в рамках совместного избирательного списка с Демократическим фронтом и СНПЧ.